# Para-cykelsport
Para-cykelsport er cykelsport for personer med handicap. Det kan f.eks. være folk med handicap som blindhed, cerebral parese o.lign. Vedkommende får hjælp af en seende og styrende fører, idet der køres på tandem-cykel, 3-hjulet cykel eller specielle cykler hvor man ligger ned fremdriften kommer fra hænderne. Para-cykelsporten har siden 2002 været en del af UCI.
| Cykling | Spire Denne artikel om cykling er en spire som bør udbygges. Du er velkommen til at hjælpe Wikipedia ved at udvide den. |